# China Open 2007 - Qualificazioni singolare maschile
Le qualificazioni del singolare maschile del China Open 2007 sono state un torneo di tennis preliminare per accedere alla fase finale della manifestazione. I vincitori dell'ultimo turno sono entrati di diritto nel tabellone principale. In caso di ritiro di uno o più giocatori aventi diritto a questi sono subentrati i lucky loser, ossia i giocatori che hanno perso nell'ultimo turno ma che avevano una classifica più alta rispetto agli altri partecipanti che avevano comunque perso nel turno finale.
Le qualificazioni del torneo China Open  2007 prevedevano 32 partecipanti di cui 4 sono entrati nel tabellone principale.

## Teste di serie
1. Wang Yeu-tzuoo (secondo turno)
2. Rohan Bopanna (Qualificato)
3. Kei Nishikori (Qualificato)
4. Ti Chen (ultimo turno)

1. Jun Woong-sun (Qualificato)
2. Phillip King (ultimo turno)
3. Luka Gregorc (secondo turno)
4. Hyun-Woo Nam (ultimo turno)

## Qualificati
1. Zeng Shaoxuan
2. Rohan Bopanna

1. Kei Nishikori
2. Jun Woong-sun

## Tabellone

### Legenda
| - Q = Qualificato - WC = Wild card - LL = Lucky loser | - ALT = Alternate - SE = Special Exempt - PR = Protected Ranking | - w/o = Walkover - r = Ritirato - d = Squalificato |

### Sezione 1
|  | Primo turno   | Primo turno    | Primo turno    | Primo turno | Primo turno |  |  | Secondo turno | Secondo turno  | Secondo turno | Secondo turno | Secondo turno |   |   | Ultimo turno | Ultimo turno  | Ultimo turno  | Ultimo turno | Ultimo turno |  |
|  |               |                |                |             |             |  |  |               |                |               |               |               |   |   |              |               |               |              |              |  |
|  | 1             | Wang Yeu-tzuoo | Wang Yeu-tzuoo | 6           | 6           |  |  |               |                |               |               |               |   |   |              |               |               |              |              |  |
|  |               | Xu Jun-chao    | Xu Jun-chao    | 0           | 1           |  |  | 1             | Wang Yeu-tzuoo | 6             | 1             | 1r            |   |   |              |               |               |              |              |  |
|  | Zeng Shaoxuan | Zeng Shaoxuan  | Zeng Shaoxuan  | 6           | 7           |  |  |               | Zeng Shaoxuan  | 2             | 6             | 5             |   |   |              |               |               |              |              |  |
|  | Hao Lu        | Hao Lu         | Hao Lu         | 3           | 64          |  |  |               |                |               |               |               |   |   |              | Zeng Shaoxuan | Zeng Shaoxuan | 6            | 6            |  |
|  | Chris Haggard | Chris Haggard  | Chris Haggard  | 7           | 6           |  |  |               |                | 8             | Hyun-Woo Nam  | Hyun-Woo Nam  | 1 | 3 |              |               |               |              |              |  |
|  | Yan Bai       | Yan Bai        | Yan Bai        | 62          | 3           |  |  |               | Chris Haggard  | Chris Haggard | 4             | 65            |   |   |              |               |               |              |              |  |
|  | 8             | Hyun-Woo Nam   | Hyun-Woo Nam   | 6           | 6           |  |  | 8             | Hyun-Woo Nam   | Hyun-Woo Nam  | 6             | 7             |   |   |              |               |               |              |              |  |
|  |               | Gregory Howe   | Gregory Howe   | 3           | 2           |  |  |               |                |               |               |               |   |   |              |               |               |              |              |  |

### Sezione 2
|  | Primo turno        | Primo turno        | Primo turno        | Primo turno | Primo turno |  |  | Secondo turno | Secondo turno      | Secondo turno      | Secondo turno | Secondo turno |   |   | Ultimo turno | Ultimo turno  | Ultimo turno | Ultimo turno | Ultimo turno |  |
|  |                    |                    |                    |             |             |  |  |               |                    |                    |               |               |   |   |              |               |              |              |              |  |
|  | 2                  | Rohan Bopanna      | 65                 | 6           | 6           |  |  |               |                    |                    |               |               |   |   |              |               |              |              |              |  |
|  |                    | David Martin       | 7                  | 3           | 4           |  |  | 2             | Rohan Bopanna      | Rohan Bopanna      | 6             | 6             |   |   |              |               |              |              |              |  |
|  | Sonchat Ratiwatana | Sonchat Ratiwatana | Sonchat Ratiwatana | 6           | 6           |  |  |               | Sonchat Ratiwatana | Sonchat Ratiwatana | 4             | 3             |   |   |              |               |              |              |              |  |
|  | Scott Lipsky       | Scott Lipsky       | Scott Lipsky       | 2           | 4           |  |  |               |                    |                    |               |               |   |   | 2            | Rohan Bopanna | 7            | 65           | 6            |  |
|  | Gao Peng           | Gao Peng           | Gao Peng           | 6           | 6           |  |  |               |                    | 6                  | Phillip King  | 65            | 7 | 1 |              |               |              |              |              |  |
|  | Lei Gao            | Lei Gao            | Lei Gao            | 3           | 2           |  |  |               | Gao Peng           | Gao Peng           | 1             | 1             |   |   |              |               |              |              |              |  |
|  | 6                  | Phillip King       | Phillip King       | 7           | 6           |  |  | 6             | Phillip King       | Phillip King       | 6             | 6             |   |   |              |               |              |              |              |  |
|  |                    | Shuang-Qiang Liang | Shuang-Qiang Liang | 5           | 3           |  |  |               |                    |                    |               |               |   |   |              |               |              |              |              |  |

### Sezione 3
|  | Primo turno        | Primo turno        | Primo turno        | Primo turno | Primo turno |  |  | Secondo turno | Secondo turno      | Secondo turno      | Secondo turno      | Secondo turno      |   |   | Ultimo turno | Ultimo turno  | Ultimo turno  | Ultimo turno | Ultimo turno |  |
|  |                    |                    |                    |             |             |  |  |               |                    |                    |                    |                    |   |   |              |               |               |              |              |  |
|  | 3                  | Kei Nishikori      | Kei Nishikori      | 6           | 6           |  |  |               |                    |                    |                    |                    |   |   |              |               |               |              |              |  |
|  |                    | Ashley Fisher      | Ashley Fisher      | 3           | 3           |  |  | 3             | Kei Nishikori      | Kei Nishikori      | 7                  | 6                  |   |   |              |               |               |              |              |  |
|  | Yu Jr. Wang        | Yu Jr. Wang        | Yu Jr. Wang        | 6           | 6           |  |  |               | Yu Jr. Wang        | Yu Jr. Wang        | 5                  | 3                  |   |   |              |               |               |              |              |  |
|  | Ming Li            | Ming Li            | Ming Li            | 4           | 1           |  |  |               |                    |                    |                    |                    |   |   | 3            | Kei Nishikori | Kei Nishikori | 6            | 6            |  |
|  | Sanchai Ratiwatana | Sanchai Ratiwatana | Sanchai Ratiwatana | 7           | 6           |  |  |               |                    |                    | Sanchai Ratiwatana | Sanchai Ratiwatana | 2 | 4 |              |               |               |              |              |  |
|  | Hui Zhang          | Hui Zhang          | Hui Zhang          | 5           | 2           |  |  |               | Sanchai Ratiwatana | Sanchai Ratiwatana | 6                  | 6                  |   |   |              |               |               |              |              |  |
|  | 7                  | Luka Gregorc       | Luka Gregorc       | 7           | 6           |  |  | 7             | Luka Gregorc       | Luka Gregorc       | 4                  | 4                  |   |   |              |               |               |              |              |  |
|  |                    | Li Zhe             | Li Zhe             | 5           | 4           |  |  |               |                    |                    |                    |                    |   |   |              |               |               |              |              |  |

### Sezione 4
|  | Primo turno       | Primo turno       | Primo turno   | Primo turno | Primo turno |  |  | Secondo turno | Secondo turno   | Secondo turno   | Secondo turno | Secondo turno |   |   | Ultimo turno | Ultimo turno | Ultimo turno | Ultimo turno | Ultimo turno |  |
|  |                   |                   |               |             |             |  |  |               |                 |                 |               |               |   |   |              |              |              |              |              |  |
|  | 4                 | Ti Chen           | Ti Chen       | 6           | 4           |  |  |               |                 |                 |               |               |   |   |              |              |              |              |              |  |
|  |                   | Yūichi Sugita     | Yūichi Sugita | 2           | 0r          |  |  | 4             | Ti Chen         | Ti Chen         | 6             | 7             |   |   |              |              |              |              |              |  |
|  | Ervin Eleskovic   | Ervin Eleskovic   | 5             | 6           | 7           |  |  |               | Ervin Eleskovic | Ervin Eleskovic | 3             | 64            |   |   |              |              |              |              |              |  |
|  | Norikazu Sugiyama | Norikazu Sugiyama | 7             | 3           | 5           |  |  |               |                 |                 |               |               |   |   | 4            | Ti Chen      | Ti Chen      | 1            | 3            |  |
|  | Gao Wan           | Gao Wan           | Gao Wan       | 6           | 7           |  |  |               |                 | 5               | Jun Woong-sun | Jun Woong-sun | 6 | 6 |              |              |              |              |              |  |
|  | Mao-Xin Gong      | Mao-Xin Gong      | Mao-Xin Gong  | 3           | 63          |  |  |               | Gao Wan         | Gao Wan         | 5             | 3             |   |   |              |              |              |              |              |  |
|  | 5                 | Jun Woong-sun     | Jun Woong-sun | 6           | 6           |  |  | 5             | Jun Woong-sun   | Jun Woong-sun   | 7             | 6             |   |   |              |              |              |              |              |  |
|  |                   | Chang Yu          | Chang Yu      | 4           | 1           |  |  |               |                 |                 |               |               |   |   |              |              |              |              |              |  |